# André Ooijer
André Antonius Maria Ooijer, nizozemski nogometaš, * 11. julij 1974, Amsterdam, Nizozemska .
Ooijer je nekdanji nogometni branilec in dolgoletni član nizozemske nogometne reprezentance.